# Fabian Schleusener
Fabian Schleusener (Freiburg, 24 oktober 1991) is een Duitse voetballer die doorgaans als centrumspits speelt. In 2015 maakte hij bij SC Freiburg in de Duitse 2. Bundesliga zijn debuut in het betaalde voetbal. Hij maakte in 2021 de overstap van 1. FC Nürnberg naar Karlsruher SC.

## Clubloopbaan

### Jeugd/Amateurs
Schleusener begon met voetballen met SV Wildtal waarna hij op jonge leeftijd de overstap maakte naar FC Denzlingen. Na alle jeugdelftallen te hebben doorlopen maakte hij in zijn tweede jaar bij de A-junioren de overstap naar het eerste elftal. In het seizoen 2012/13 vervolgde hij zijn weg bij Bahlinger SC en speelde daar in de Oberliga Baden-Württemberg. Hij kwam tot 34 wedstrijden waarin hij 13 keer het net wist te vinden. Bij de start van het seizoen 2013/14 was Schleusener onderdeel van de selectie van Waldhof Mannheim en kwam hij met deze voormalige Bundesliga-club uit in de Regionalliga Südwest. Dit werd geen groot succes vandaar dat hij in de winterstop na tien wedstrijden weer terug keerde bij Bahlinger SC. In het seizoen 2014/15 had Schleusener met 27 doelpunten een belangrijk aandeel in de promotie van Bahlinger naar de Regionalliga Südwest. Zijn goede spel bleef niet onopgemerkt waardoor hij de overstap maakte naar SC Freiburg.

### SC Freiburg
Vanwege een in de voorbereiding opgelopen blessure startte Schleusener het seizoen 2015/16 in het tweede elftal. Hij maakte op 19 augustus tijdens de thuiswedstrijd in de Regionalliga Südwest tegen Hessen Kassel zijn debuut. Trainer Martin Schweizer bracht hem in de rust in de ploeg. Op 9 oktober maakte hij zijn eerste doelpunt in het shirt van Freiburg tijdens de met 1-2 gewonnen uitwedstrijd tegen het tweede van TSG 1899 Hoffenheim. Hij bracht zijn ploeg in de 22e minuut op een 0-1 voorsprong. Op 22 november liet hoofdcoach Christian Streich hem zijn debuut maken in het betaalde voetbal tijdens een thuiswedstrijd in de 2. Bundesliga tegen SC Paderborn 07. Hij kwam in de 79e minuut in de ploeg voor Vincenzo Grifo. Ondanks 13 gemaakte doelpunten in het tweede bleef het voor hem dit seizoen bij deze wedstrijd. SC Freiburg werd dit seizoen kampioen van de 2. Bundesliga. Schleusener kreeg weinig kans op speelminuten in het eerste daarom koos hij er voor om zich voor het seizoen 2016/17 te verhuren aan het in de 3. Liga spelende FSV Frankfurt. Aan het einde van de uitleenperiode keerde hij terug met een gescheurde kruisband. Er was weinig veranderd waardoor hij zich voor het seizoen 2017/18 nogmaals liet verhuren. Dit keer aan het net naar de 3. Liga gedegradeerde Karlsruher SC. Hierop volgde een derde verhuurperiode waarbij hij zich voor het seizoen 2018/19 liet verhuren aan het in de 2. Bundesliga spelende SV Sandhausen. Ondanks dat hij terugkeerde met een scheenbeenbreuk maakte hij de overstap naar 1. FC Nürnberg.

#### Verhuur aan FSV Frankfurt
In de zomer van 2016 werd bekend dat Schleusener voor het seizoen 2016/17 van SC Freiburg werd gehuurd. Op 30 juli maakte hij in de thuisduel in de 3. Liga tegen Holstein Kiel zijn basisdebuut. In het met 1-1 gelijkgespeelde duel maakte hij direct zijn eerste doelpunt voor FSV Frankfurt. In de 84e minuut maakte hij de 1-1 gelijkmaker voor zijn ploeg. Tot aan de winterstop was hij onomstreden in het team van trainer Roland Vrabec. Hij ontbrak een wedstrijd vanwege een schorsing en stond de overige negentien wedstrijden aan de aftrap. Hij maakte hierin negen doelpunten. In januari ging het in de oefenwedstrijd tegen Würzburger Kickers mis voor Schleusener en scheurde hij zijn kruisband. Het seizoen was daarmee voor hem voorbij.

#### Verhuur aan Karlsruher SC
In juni 2017 werd bekend dat Schleusener voor het seizoen 2017/18 aan Karlsruher SC werd verhuurd. Op 21 juli maakte hij zijn eerste speelminuten voor de club uit de deelstaat Baden-Württemberg. In het met 2-2 gelijkgespeelde thuisduel in de 3. Liga tegen VfL Osnabrück bracht trainer Marc-Patrick Meister hem in de 80e minuut in de ploeg voor Dominik Stroh-Engel. Een paar weken later maakte hij op 26 augustus zijn basisdebuut tijdens de met 1-1 gelijkgespeelde thuiswedstrijd tegen Hallescher FC. In de 66e minuut maakte hij zijn eerste doelpunt voor Karlsruher SC en bracht hij met een schot zijn ploeg op gelijke hoogte. Na deze wedstrijd had hij zich in het elftal gespeeld en scoorde hij aan de lopende baan. Mede door 17 doelpunten van zijn voet eindigde Karlsruher SC op de derde plaats. Hierdoor plaatste de club zich voor de play-off wedstrijden tegen Erzgebirge Aue. Ondanks een doelpunt van Schleusener in de terugwedstrijd was de ploeg uit Aue over twee wedstrijden te sterk waardoor Karlsruher SC de promotie misliep.

#### Verhuur aan SV Sandhausen
Schleusener tekende in de zomer van 2018 een eenjarig huurcontract zodat hij het seizoen 2018/19 uitkwam voor de SV Sandhausen. Hij maakte op 4 augustus 2018 zijn basisdebuut in het team van trainer Kenan Kocak tijdens de met 3-1 verloren uitwedstrijd in de 2. Bundesliga tegen Greuther Fürth. Twee weken later maakte hij op 18 augustus tijdens de eerste ronde van de DFB-Pokal tegen Rot-Weiß Oberhausen zijn eerste doelpunt voor de club uit de stad Sandhausen. In het met 0-6 gewonnen uitduel bracht hij in de 7e minuut zijn ploeg op een 0-1 voorsprong. Zijn eerste doelpunt in de competitie maakte hij op 26 september tijdens de met 0-2 gewonnen uitwedstrijd tegen Erzgebirge Aue. In het Erzgebirgsstadion maakte hij in de 82e minuut de 0-2. Op 31 maart brak hij in de uitwedstrijd tegen FC Ingolstadt 04 zijn scheenbeen waardoor het seizoen voor hem vroegtijdig ten einde kwam. Hij speelde in totaal 28 wedstrijden waarvan hij er 25 in de basis stond. Hij scoorde dit seizoen 11 maal.

### 1. FC Nürnberg
In juli 2019 tekende Schleusner een driejarig contract bij 1. FC Nürnberg. Wegens zijn in het vorig seizoen opgelopen scheenbeenbreuk moest hij de voorbereiding en de start van het seizoen 2019/20 aan zich voorbij laten gaan. Op 16 november stond hij in een wedstrijd van het tweede elftal in de Regionalliga Bayern tegen TSV Buchbach voor het eerst weer op het veld tijdens een officiële wedstrijd. Een week later volgde op 24 november zijn eerste speelminuten in het eerste tijdens de uitwedstrijd tegen Greuther Fürth. Trainer Jens Keller bracht hem in de 78e minuut in de ploeg voor Nikola Dovedan. Vanwege de opgelopen trainingsachterstand lukte het hem niet om een vaste basisspeler te worden bij de Zuid-Duitse club. Schleusener eindigde in zijn eerste seizoen met Nürnberg op de 15e plaats in de 2. Bundesliga waardoor men play-off wedstrijden tegen FC Ingolstadt moest spelen. In de thuiswedstrijd waarin hij 1 minuut meedeed werd met door twee doelpunten van Fabian Nürnberger met 2-0 gewonnen. In de met 3-1 verloren uitwedstrijd speelde Schleusener een belangrijke rol. Hij maakte in de 96e minuut het Nürnberger doelpunt waardoor degradatie werd voorkomen. In zijn tweede en laatste seizoen (2020/21) kreeg Schleusener met Robert Klauß een nieuwe trainer. Het gelukte hem niet om een vaste basisplaats te veroveren onder de van RB Leipzig afkomstige coach. Zijn inzet bleef dit seizoen beperkt tot grotendeels invalsbeurten en een sporadische basisplek. Hij besloot daarop de club te verlaten en voor de tweede keer te gaan spelen bij Karlsruher SC die ondertussen was teruggekeerd in de 2. Bundesliga.

### Karlsruher SC
In de zomer van 2021 tekende Schleusener een contract waarmee hij zich tot 2023 aan Karlsruher SC verbond. Op 24 juli maakte hij tijdens de met 1-3 gewonnen uitwedstrijd in de 2. Bundesliga tegen Hansa Rostock zijn eerste speelminuten voor de in 1894 opgerichte club. Trainer Christian Eichner bracht hem in de 78e minuut in de ploeg voor Lucas Cueto. Hij kende een sterke start van het seizoen door op 9 augustus tijdens zijn eerste basisplaats zijn eerste doelpunt in het shirt van Karlsruher SC te maken. Dit gebeurde in de eerste ronde van de DFB-Pokal in de uitwedstrijd tegen Sportfreunde Lotte. In het met 1-4 gewonnen duel bracht hij zijn ploeg vlak voor rust in de 44e minuut op een 0-1 voorsprong. Enige tijd later volgde op 25 september zijn eerste competitiedoelpunt in de met 1-3 verloren thuiswedstrijd tegen FC St. Pauli. In de 79e minuut maakte hij het enige doelpunt van zijn ploeg na met 0-3 te hebben achtergestaan. Vanwege de keuze van Eichner voor Philipp Hofmann als vaste centrumspits lukte het hem niet om in zijn eerste seizoen (2021/22) een vaste basisplaats te veroveren. Dit veranderde in het seizoen 2022/23 toen Hofmann naar VfL Bochum vertrok. Schleusener kwam tot 32 basisplaatsen waarin hij 13 keer wist te scoren. In februari verlengde hij zijn contract tot 2025. In zijn derde seizoen (2023/24) leek er ondanks de komst van Igor Matanović (huur) en Boedoe Zivzivadze niets te veranderen maar gaandeweg het seizoen verloor hij zijn basisplaats aan deze twee jonge spelers. Vanaf begin december tot het einde van het seizoen kwam hij enkel nog als wisselspeler binnen de lijnen. Door het vertrek van Matanović veroverde hij in het seizoen 2024/25 zijn basisplaats weer terug. In februari werd zijn contract wegens een afgesproken clausule automatisch verlengd.

## Clubstatistieken
| Seizoen                      | Club             | Competitie                 | Competitie | Competitie | Beker | Beker | Internationaal | Internationaal | Overig | Overig | Totaal | Totaal |
| Seizoen                      | Club             | Competitie                 | Wed.       | Dlp.       | Wed.  | Dlp.  | Wed.           | Dlp.           | Wed.   | Dlp.   | Wed.   | Dlp.   |
| ---------------------------- | ---------------- | -------------------------- | ---------- | ---------- | ----- | ----- | -------------- | -------------- | ------ | ------ | ------ | ------ |
| 2012/13                      | Bahlinger SC     | Oberliga Baden-Württemberg | 34         | 13         | –     | –     | –              | –              | –      | –      | 34     | 13     |
| 2013/14                      | Bahlinger SC     | Oberliga Baden-Württemberg | 14         | 7          | –     | –     | –              | –              | –      | –      | 14     | 7      |
| 2013/14                      | Waldhof Mannheim | Regionalliga Südwest       | 10         | 1          | –     | –     | –              | –              | –      | –      | 10     | 1      |
| 2014/15                      | Bahlinger SC     | Oberliga Baden-Württemberg | 34         | 27         | –     | –     | –              | –              | 2      | 0      | 36     | 27     |
| 2015/16                      | SC Freiburg II   | Regionalliga Südwest       | 29         | 13         | –     | –     | –              | –              | 1*     | 0      | 30     | 13     |
| 2016/217                     | → FSV Frankfurt  | 3. Liga                    | 18         | 8          | 1     | 1     | –              | –              | 2      | 0      | 21     | 9      |
| 2017/18                      | → Karlsruher SC  | 3. Liga                    | 37         | 17         | 1     | 0     | –              | –              | 6      | 4      | 44     | 21     |
| 2018/19                      | → SV Sandhausen  | 2. Bundesliga              | 26         | 10         | 2     | 1     | –              | –              | –      | –      | 28     | 11     |
| 2019/20                      | 1. FC Nürnberg   | 2. Bundesliga              | 19         | 0          | –     | –     | –              | –              | 2      | 1      | 21     | 1      |
| 2020/21                      | 1. FC Nürnberg   | 2. Bundesliga              | 27         | 1          | 1     | 0     | –              | –              | 1 **   | 0      | 29     | 1      |
| 2021/22                      | Karlsruher SC    | 2. Bundesliga              | 34         | 7          | 4     | 1     | –              | –              | –      | –      | 38     | 8      |
| 2022/23                      | Karlsruher SC    | 2. Bundesliga              | 33         | 13         | 2     | 3     | –              | –              | –      | –      | 35     | 16     |
| 2023/24                      | Karlsruher SC    | 2. Bundesliga              | 34         | 7          | 1     | 0     | –              | –              | –      | –      | 35     | 7      |
| 2024/25                      | Karlsruher SC    | 2. Bundesliga              | 25         | 6          | 3     | 1     | –              | –              | –      | –      | 28     | 7      |
| Carrière totaal              | Carrière totaal  | Carrière totaal            | 374        | 130        | 15    | 7     | –              | –              | 14     | 5      | 403    | 142    |
| Bijgewerkt tot 15 maart 2025 |                  |                            |            |            |       |       |                |                |        |        |        |        |

* Als speler van het tweede deed Schleusener een competitiewedstrijd met het eerste elftal in de 2. Bundesliga mee;
* Als speler van het eerste deed hij een competitiewedstrijd met het tweede elftal in de Regionalliga Bayern mee;

## Persoonlijk
Na zijn middelbare school wist Schleusener niet wat hij nu wilde gaan doen waarop hij besloot om een jaar als vrijwilliger op de afdeling tumorbiologie bij het Universitair Ziekenhuis Freiburg te gaan werken.

## Erelijst
| Competitie                   |              |                  |              |              |
| Competitie                   | Aantal       | Jaren            |              |              |
| Bahlinger SC                 | Bahlinger SC | Bahlinger SC     | Bahlinger SC | Bahlinger SC |
| ---------------------------- | ------------ | ---------------- | ------------ | ------------ |
| Winnaar Landespokal Südbaden | 2x           | 2012/13, 2014/15 |              |              |
| SC Freiburg                  |              |                  |              |              |
| Kampioen 2. Bundesliga       | 1x           | 2015/16          |              |              |
| Karlsruher SC                |              |                  |              |              |
| Winnaar Landespokal Baden    | 1x           | 2017/18          |              |              |

Individueel:
| Topscorer Oberliga Baden-Württemberg | 1x | 2014/15 |